# Peter Hansen
Peter Hansen (Oakland, Califórnia, 5 de dezembro de 1921 – Santa Clarita, Califórnia, 9 de abril de 2017) foi um ator norte-americano, mais conhecido por seu papel na soap opera General Hospital, desempenhando o papel de 1965 a 1976, 1977-1986, brevemente em 1990, e novamente de 1992 a 2004. 

## Biografia
Peter nasceu em 1921 em Oakland, Califórnia.
Ele teve um papel importante no filme de ficção científica When Worlds Collide em 1951. Peter serviu como aviador dos Corpos de Fuzileiros Navais dos Estados Unidos na Segunda Guerra Mundial. E participou da Batalha de Peleliu em setembro de 1944.